# Diospyros iturensis
Diospyros iturensis är en tvåhjärtbladig växtart som först beskrevs av Robert Louis August Maximilian Gürke, och fick sitt nu gällande namn av Letouzey och Frank White. Diospyros iturensis ingår i släktet Diospyros och familjen Ebenaceae. Inga underarter finns listade i Catalogue of Life.